# Zoran Zaev
Zoran Zaev (en macedònic: Зоран Заев); Strumica, RS de Macedònia, RFS de Iugoslàvia, 8 d'octubre de 1974) és el Primer Ministre de la República de Macedònia del Nord (en macedònic: Зоран Заев) des del 31 de maig de 2017 i també capdavanter polític de la Unió Socialdemòcrata de Macedònia. Fou també alcalde de Strumica, reelegit en les eleccions locals de Macedònia del Nord, 2013. Va ser elegit com a president del SDSM en rebre la majoria de vots en l'últim 14è Congrés Socialdemòcrata de Macedònia, que es va celebrar el 2 de juny de 2013. En la seva carrera política ha estat membre de l'Assemblea macedònia 2003-2005, en 2005 va ser triat per primera vegada, com a alcalde de Strumica, i en 2008 va ser elegit vicepresident de la Unió Socialdemòcrata de Macedònia.
Zoran Zaev és membre de la SDSM des de l'any 1996. Durant dos mandats ha estat triat com el president de l'administració regional del partit a la regió de Strumica. Per manipulació del seu estat actual per a la construcció del Centre comercial Global, ell i cinc dels seus companys de treball van ser detinguts i empresonats. El cas va acabar després de l'abolició signat pel llavors president Branko Tsrvènkovski, el que Zoran Zaev i els seus companys van ser alliberats de la presó.
L'1 de setembre de 2008 va arribar a la posició de vicepresident del partit. En les eleccions locals de 2009 Zaev va ser elegit per al seu segon mandat com a alcalde de Strumica. El 2013 després que Branko Tsrvènkovski deixés la posició de líder en el SDSM, Zaev va ser elegit president del partit.